# ثورة ليون ضد المؤتمر الوطني

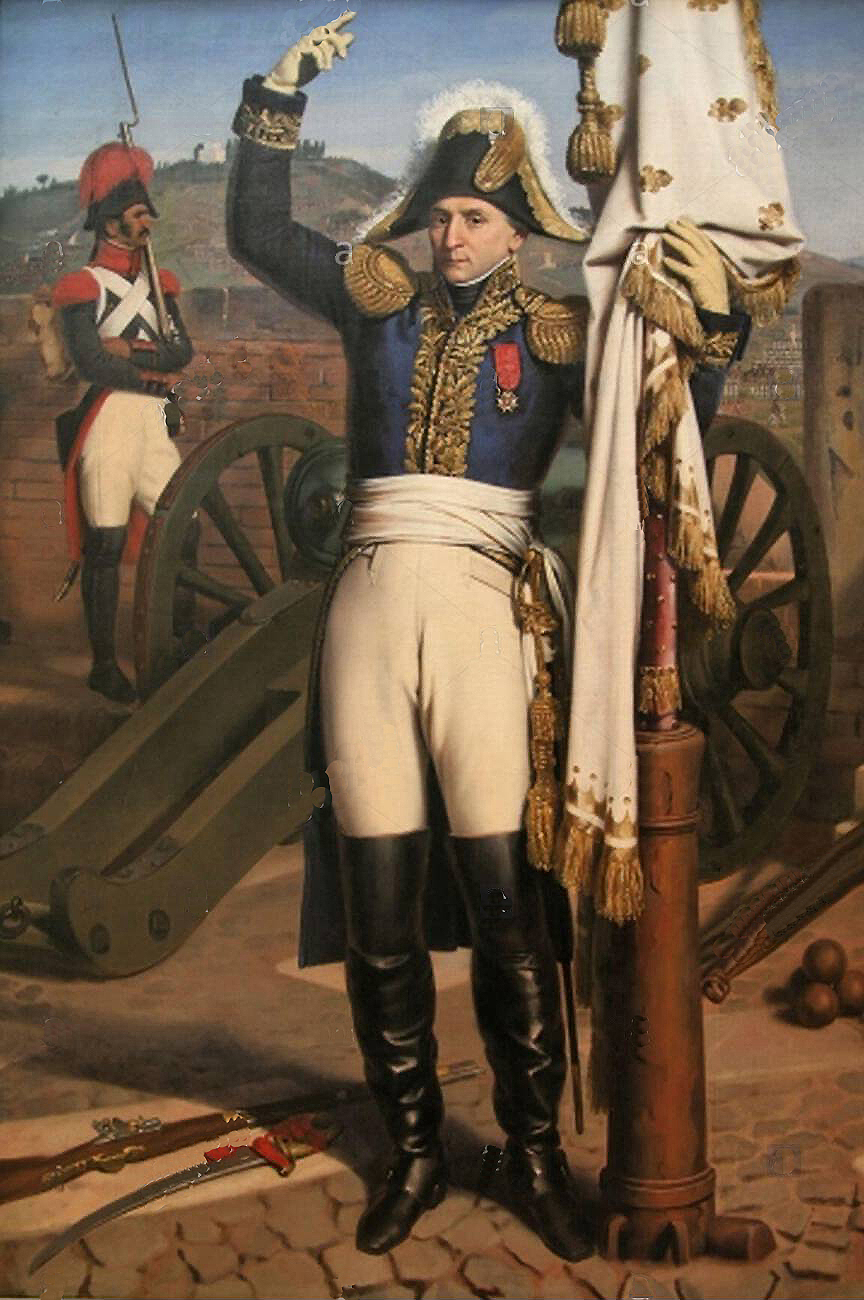
لويس فرانسوا بيرين دي بريسي

قامت ثورة ليون ضد المؤتمر الوطني (بالإنجليزية: Revolt of Lyon against the National Convention) باعتبارها حركة مناهضة للثورة في مدينة ليون خلال فترة الثورة الفرنسية. كانت ثورة المعتدلين ضد المؤتمر الوطني الأكثر راديكالية وهي تشكل الحكومة الثالثة خلال الثورة الفرنسية. اندلعت الثورة في يونيو عام 1793 وتم إخمادها في أكتوبر من نفس العام، بعد أن حاصرت القوات الحكومية المدينة.

## المدينة في مواجهة ضد أزمة اقتصادية
في عام 1789 كانت ليون المدينة الوحيدة في فرنسا بخلاف باريس التي يزيد عدد سكانها عن 100،000 نسمة. كانت المدينة محور تركيز إقليمي للمصارف والتجارة والتصنيع. من حيث العمالة، كانت صناعتها الرائدة هي نسج الحرير، الذي يدعم بشكل مباشر ثلث السكان. شهدت صناعة الحرير في عام 1789 أزمة، ما انعكس على نشوبلأزمة اقتصادية أوسع ابتُليت بها فرنسا في ذلك الوقت. زار المدينة الكاتب الوثائقي الإنجليزي آرثر يونغ في ديسمبر من ذلك العام: قدّر يونغ 20،000 نسمة ممن كانوا يعيشون تحت ظل الأعمال الخيرية بسبب الجوع.
اندلعت أعمال الشغب ضد الضرائب في يونيو عام 1789 ومرة أخرى في يوليو عام 1790. أمِلَ المواطنون أن تقوم العقارات العامة لعام 1789 بإلغاء الامتيازات الضريبية التي يتمتع بها تجار القلة في المدينة إذ يقع عبء الضرائب على أولئك الأقل قدرة على دفع ضريبة، عن طريق نظام الأوكتروي، وهي ضريبة على الضروريات الأساسية. أعادت انتخابات المدينة حكومة محلية احتفظت بنظام الأوكتروي، ما أثار أعمال شغب جديدة في المدينة. أدى العناد المتبادل المستمر بشأن قضية الضرائب إلى أعمال شغب جديدة مصحوبة بنهب العديد من المنازل التي تنتمي إلى أغنى مواطني ليون إلى جانب استمرار الضرائب على الضروريات الأساسية.
ربطت هذه الصراعات الاجتماعية مصالح النخبة الملكية القديمة تحت قيادة جاك إمبرت كولوميس مع مصالح الوطنيين الثوريين المحيطين بالصناعي المحلي الذي تحوّل ليدخل المجال السياسي جان ماري رولاند. في أسفل النطاق الاجتماعي، عارض أصحاب العمل الصغار الضرائب التي زادت من تكاليف المعيشة للموظفين الذين لا يمكن بالتالي خفض رواتبهم بشكل أكبر، وبالتالي شعر الموظفون المتضررون بتقارب أوثق مع رؤسائهم ومع مصلحة التصنيع في المدينة أكثر من المحنة اليائسة للأعداد الكبيرة من العاطلين عن العمل.

## المعارضة السياسية 1790 – 1793
خلال سبتمبر عام 1790، أنشأ نشطاء الطبقة العاملة في المدينة 32 جمعية ثورية أطلقوا عليها اسم «جمعيات الشعوب لأصدقاء الدستور (الثوري)» (Sociétés populaires des Amis de la Constitution). تم تأسيسها في معارضة المزيد من الجمعيات الثورية البرجوازية مثل «جمعية أصدقاء الثورة» (Société des Amis de la Révolution)، التي اقتصرت عضويتها على «المواطنين النشطين» و «أصدقاء الدستور» (Amis de la Constitution)، التي كانت تابعة لشبكة نادي اليعاقبة التي ظهرت في جميع أنحاء فرنسا في أعقاب الثورة. قدمت لجنة مركزية، والتي سرعان ما أصبحت تعرف باسم «النادي المركزي» (Club Central)، نقطة التقاء لمندوبي الجمعيات الثورية القطاعية العديدة في المدينة. سيطر الجيرونديون على «النادي المركزي» في البداية، لكنه سرعان ما أصبح تحت إشراف العناصر الأكثر ديناميكية حول جوزيف شاليير.
في هذا الوقت، كانت كل إدارة تحكم بموجب نسخة محلية من الهيكل التوجيهي المتمثل بحكومة المديرين الفرنسية، وسيطر الملكيون الدستوريون على دليل مقاطعة رون ولوار، الذي كان منذ عام 1790 هو القسم الذي يركز على ليون. أصبح الجيروندي لويس فيتيت عمدة ليون في عام 1790. عارض «النادي المركزي»، برئاسة شاليير، بشدة النهج الذي اتبعه النظام المحلي.
في صيف عام 1792، مرّت قوات المتطوعين الثوريين في طريقهم من مرسيليا إلى باريس، ما أدى إلى تطرّف الحالة المزاجية في ليون. أثناء وجود رولاند في باريس، حيث شغل منصب وزير الداخلية في البلاد، قُتل ثمانية ضباط وأربعة قساوسة.
في نوفمبر عام 1792، تم انتخاب الجيروندي نيفيير تشول عمدة ليون بدلًا من فيتيت الذي تم انتخابه لعضوية المؤتمر الوطني في باريس. في مواجهة الركود الاقتصادي، أقنع الجمعية بالموافقة على قرض بدون فوائد بقيمة ثلاثة ملايين فرنك يتم تقسيمه بين المواطنين بما يتناسب مع ثروتهم. أثار هذا غضب الطبقة البرجوازية لكنه حصل على موافقة الملكيين.
وصلت الأمور إلى ذروتها في فبراير عام 1793، عندما دعا «النادي المركزي» شاليير إلى إنشاء محكمة ثورية. لم يكن العمدة يؤيد هذه الفكرة وشرع في حشد القوات – الأمر الذي أثار تمردًا شعبيًا - مع مرور المزيد من الوقت، زاد العداء بين الطبقتين العليا والدنيا فقط. بدأ جوزيف شاليير يُعرف بأنه متعصب ولديه سياسات راديكالية للغاية تجاه الطبقة العليا في مدينة ليون. كان معروفًا أيضًا بقوله تجاه أي شخص يعارض أنه «مستعد لإبادة كل ما يحمل اسم الأرستقراطي أو المعتدل أو الملكي». ساهم الجمع بين التطرف المفرط لجوزيف شاليير والبيئة المشوشة في ليون في فقدان عامة سكان اليعاقبة السيطرة على شؤون المدينة.
لمحاولة نزع فتيل الأزمة، استقال العمدة نيفيير تشول وأعيد انتخابه مرة أخرى. في غضون ذلك، جادل حلفاء ومعارضو شاليير في «جمعيات الشعوب» المختلفة التي تجد نفسها الآن تعارض «النادي المركزي». استقال العمدة نيفيير تشول مرة أخرى، وحلّ محله المعتدل جان إيمانويل جيليبرت الذي تم انتخابه في منافسة ضد حليف شاليير المسمى أنطوان ماري برتراند. مع ورود أنباء عن الخيانة (من وجهة نظر اليعاقبة) لدوموريز، أصبح موقف جيليبرت غير مستدام وخلفه برتراند كرئيس للبلدية في 9 مارس عام 1793: أدى ذلك إلى فترة دامت 80 يومًا عمل خلالها مجلس المدينة تحت سيطرة فصيل شاليير.
تَبِع ذلك سلسلة من التشريعات الجذرية، بدءًا من 14 مارس عام 1793 بإنشاء مخبز بلدية. تم فرض ضرائب على الطعام (الذي اختفى من المتاجر) وتم تجنيد قوة متطوعة. تم إنشاء لجنة السلامة العامة لمدينة ليون المكونة من سبعة رجال (أخذت اسمها وإلهامها من المؤسسة الوطنية التي أنشئت في عهد ماكسيميليان روبسبيار قبل بضعة أسابيع في باريس) في 8 أبريل عام 1793. حثّ «النادي المركزي» على إحراز مزيد من التقدم في المسار الثوري، واقترح في 4 مايو أن تصبح المقصلة عنصرًا أساسيًا دائمًا، إلى جانب «الجمعيات الشعبية» ودعا مرة أخرى إلى إنشاء محكمة ثورية. دعوا أيضًا إلى إنشاء لجنة للمراقبة الثورية ولجنة «الجيش الثوري» لتحلّ محلّ الحرس الوطني الذي لم ينشأ هو نفسه إلا في عام 1789 كقوة للاستقرار. بعد بضعة أيام، في 14 مايو عام 1793، صوّت مجلس المدينة على النحو الواجب لإنشاء جيش وصندوق 6 ملايين فرنك، ليتم إنشاؤه من فرض ضرائب على الأغنياء، لدفع ثمن كل ذلك.
صوتوا لاجتماع مشترك، كل يوم، لممثلين من الإدارة والمنطقة والبلدية. أدى هذا الإجراء الأخير إلى هجوم مضاد. خلال الأيام التي تلت ذلك، عارضت نسبة متزايدة، وفي نهاية المطاف أصبحت الأغلبية هي المعارضة، من المندوبين في هذه الاجتماعات القانون المحلي المؤرخ 14 مايو. في هذه الأثناء، في باريس، أقنع النائب الجيروندي شاسيت الحكومة الثورية بإلغاء القوانين التي نشأت مع «محاكم» استثنائية محلية. كانت الأحداث في ليون، ثاني مدن فرنسا، مصدر قلق خاص للحكومة الوطنية التي أرسلت أربعة من أعضائها إلى ليون، وهم النواب ألبيت ودوبويس كرانسي وجوتيير ونيوش. وهكذا أيدت شكوكهم، صوتت محكمة ليون بأكملها تقريبًا ضد قانون 14 مايو عام 1793.